# Cycnia inopinatus
Cycnia inopinatus är en fjärilsart som beskrevs av Edwards 1882. Cycnia inopinatus ingår i släktet Cycnia och familjen björnspinnare. Inga underarter finns listade i Catalogue of Life.